# Música da Iugoslávia
A música da Iugoslávia se refere à música criada durante a existência da Iugoslávia, abrangendo o período entre 1918 e 1992. A cena musical mais significativa se desenvolveu no período posterior da República Socialista Federativa da Iugoslávia (RSF Iugoslávia) e inclui artistas internacionalmente aclamados, como: os artistas de música alternativa Laibach e Disciplina Kičme, que apareceram na MTV; artistas de música clássica, como Ivo Pogorelić e Stefan Milenković; artistas folclóricos, como a artista de música cigana Esma Redžepova; os músicos da contribuição do YU Rock Misija para o Band Aid de Bob Geldof; os artistas do Festival Eurovisão da Canção, como as vencedoras de 1989, Riva e Tereza Kesovija, que representaram Mônaco no Festival Eurovisão da Canção 1966 e seu próprio país em 1972, e muitos outros.

## História
Diferentes gêneros musicais surgiram, evoluíram e declinaram em diferentes épocas e em diferentes lugares nas repúblicas que compõem a Iugoslávia. Por exemplo, o punk e a new wave iugoslavos surgiram no final da década de 1970; a discoteca, tanto estrangeira como a "Yu-disco", estava a fazer incursões no início da década de 70, com estrelas internacionais como Earth, Wind & Fire a actuarem em Zagreb, Belgrado e Liubliana em 1975. 
O governo comunista confiscou a Edison Bell Penkala e a Elektroton, empresas que estavam ativas no período entreguerras, e as usou para criar a gravadora Jugoton, patrocinada pelo estado e sediada em Zagreb, em 1947. Tornou-se a maior gravadora do Leste Europeu fora da URSS e foi fundamental no desenvolvimento da música pop na SFR Iugoslávia. Desde a sua fundação em 1947 até 1953, esteve sob a tutela direta do Partido Comunista Iugoslavo e produziu repertórios de música folclórica clássica, revolucionária e tradicional na tradição do realismo social. 

### Discoteca
O Yu-disco foi fortemente influenciado por gêneros anteriores, incluindo jazz, funk e rock; a banda de Zagreb, Clan, começou a combinar disco com seu rock anterior, enquanto o grupo disco Zdravo, de Belgrado, misturou funk com disco. 
A discoteca também influenciou a indústria musical e de entretenimento local, conhecida como estrada, incluindo artistas como Zdravko Čolić. 

### Música folclórica
A postura do pós-guerra na Iugoslávia em relação ao folclore, e com ele à música popular, foi inspirada pelos ideais soviéticos de uma cultura que não era nem burguesa nem camponesa, mas nova.  Muitas das músicas folclóricas iugoslavas que surgiram no início do período pós-revolucionário foram vistas como um reflexo do projeto de construção de uma visão ideológica e fisicamente nova da Iugoslávia. Na década de 1970, Belgrado, Zagreb, Liubliana e Sarajevo tornaram-se grandes centros de produção de música folclórica recentemente composta, antes do "mercado" folclórico cair em 1983. 

## Política
Durante as Guerras Iugoslavas, a música foi por vezes usada para fins militaristas e nacionalistas e como uma forma de violência; jornalistas documentaram casos em que os cativos foram forçados a cantar as canções nacionalistas dos seus captores. 

## Categorias

### Música da RSF Iugoslávia
- Cena pop e rock da RSF Iugoslávia - que inclui música pop e rock, incluindo todos os seus gêneros e subgêneros.
  - Música new wave na Iugoslávia
  - Escola de pop rock de Sarajevo
  - Punk rock na Iugoslávia
  - Novo Primitivismo
  - Yu-Mex
  - YU Rock Misija
  - Iugoslávia no Festival Eurovisão da Canção
  - Novokomponovana narodna muzika ou Novokomponirana narodna muzika - lit.  "música folclórica recém-composta" (não incluindo Turbofolk, que ganhou popularidade após a dissolução da Iugoslávia )
- Narodna muzika - que inclui música folclórica tradicional, tanto rural quanto urbana.
- Canções partisans iugoslavas

### Gravadoras
- Jugoton (Zagreb, 1947)
- PGP-RTB (Belgrado, 1959)
- Diskos (Aleksandrovac, 1962)
- Helidon (Liubliana, 1967)
- Jugodisk (Belgrado, 1968)
- Suzy (Zagreb, 1972)
- ZKP RTLJ (Liubliana, 1974)
- Diskoton (Sarajevo, 1974)
- Sarajevo Disk (Sarajevo, 1978)

### Países da antiga Iugoslávia
Para a música das entidades que surgiram após a dissolução da Iugoslávia em 1991, veja:
- Música da Bósnia e Herzegovina
- Música da Croácia
- Música do Kosovo
- Música de Montenegro
- Música da Macedônia do Norte
- Música da Sérvia
  - Música da Voivodina
- Música da Eslovênia